# KK Varoš
KK Varoš je bivši košarkaški klub iz Šibenika, Šibensko-kninska županija, Republika Hrvatska. 

## O klubu
Košarkaški klub Varoš Šibenik osnovan je 1985. godine, a neformalno je prestao postojati pod ovim imenom 1997. godine. 
Od kluba KK Varoš Šibenik je stvoren 1998. KK Stari Grad Šibenik, kasniji "GKK Šibenik" (današnji klub "GKK Šibenka"). 
Prvi igrači su bili: Bruno Antunac, Darko Krnić, Joško Blaće, Mate Dunkić, Ante Milković, Viktor Miljković, Andrija Bumber, Vid Barbača, Ivan Aras, Edi Renje, Goran Antunac, Petar Režić i Stevo Branković.
Kroz klub je prošlo tijekom postojanja više od 220 igrača u kadetskoj, juniorskoj i seniorskoj ekipi.
Ime kluba („KK Varoš Šibenik”) je zalaganjem prve generacije igrača trajno zaštićeno.

## Vanjske poveznice
- sportilus.com, KOŠARKAŠKI KLUB VAROŠ 1987 - ŠIBENIK